# المسراخ

تعديل مصدري - تعديل

المسراخ هي مدينة ومركز مديرية المسراخ بمحافظة تعز اليمنية، بلغ تعداد سكانها 3076 نسمة حسب الإحصاء الذي أجري عام 2004.